# Pol Saló
Pol Saló Blaya (Manresa, Barcelona; 6 de agosto de 2005) es un jugador de baloncesto español que pertenece a la plantilla del Grupo Alega Cantabria de la LEB Oro. Mide 2,07 metros y juega en la posición de ala-pívot.

## Carrera deportiva
Nacido en Manresa (Bages), es un jugador formado en las categorías inferiores del FC Barcelona.
En la temporada 2021-22, con apenas 16 años hace su debut con el Fútbol Club Barcelona "B" de la liga EBA, en el que jugaría durante varias temporadas.
El 3 de agosto de 2023, el Grupo Alega Cantabria de la LEB Oro, anuncia su fichaje por una temporada.

### Selección nacional
El 30 de julio de 2023 consiguió la plata en el Europeo Sub-18 celebrado en la ciudad de Niš (Serbia), perdiendo la final ante el equipo serbio.